# Amauris impar
Amauris impar är en fjärilsart som beskrevs av Aurivillius 1922. Amauris impar ingår i släktet Amauris och familjen praktfjärilar. Inga underarter finns listade i Catalogue of Life.